# (10874) Locatelli
(10874) Locatelli (1996 TN19) – planetoida z pasa głównego asteroid okrążająca Słońce w ciągu 3,65 lat w średniej odległości 2,37 j.a. Odkryta 4 października 1996 roku.